# Justin Bieber

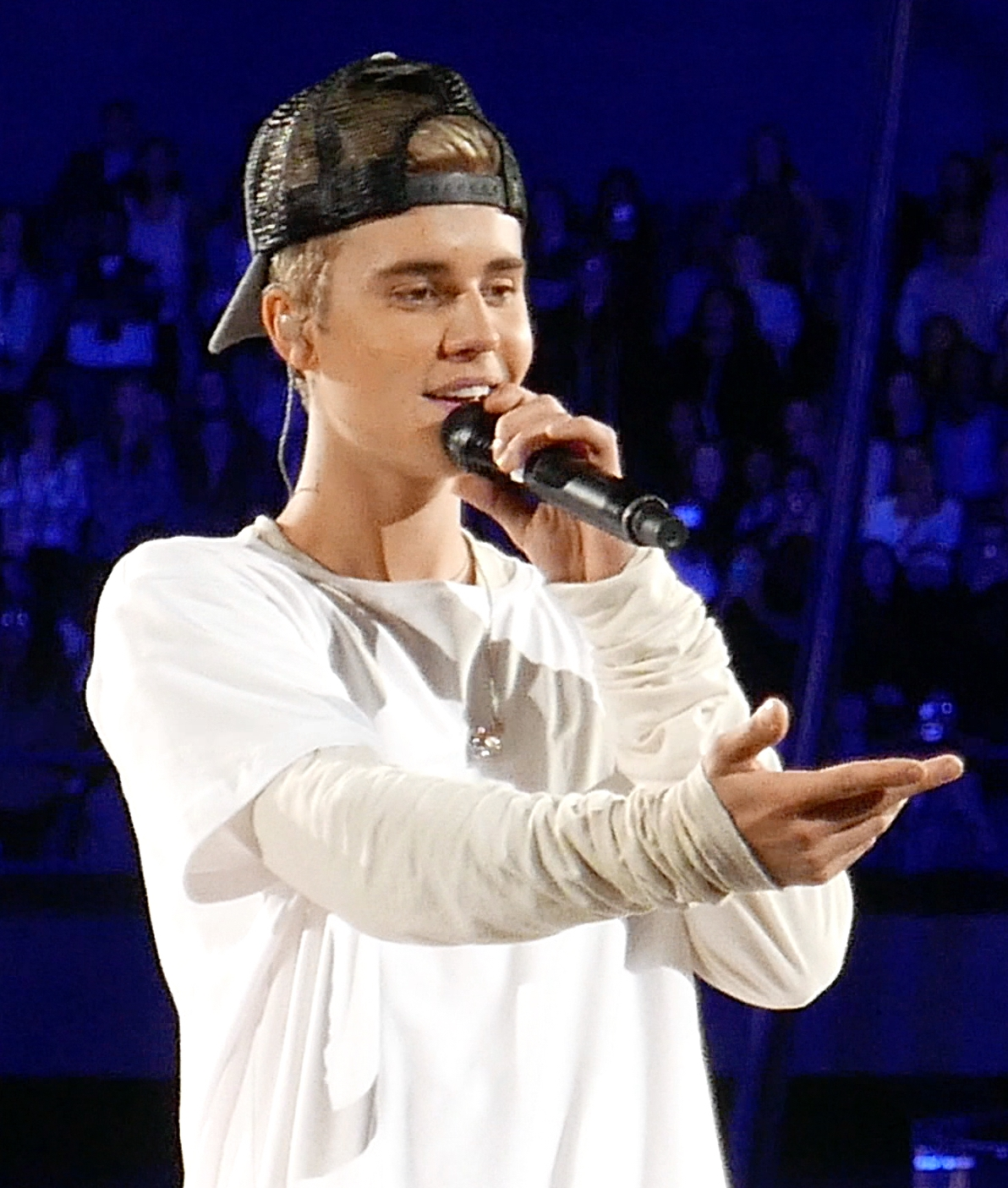
Justin Bieber (2015)

Justin Drew Bieber (* 1. März 1994 in London, Ontario) ist ein kanadischer Pop- und R&B-Sänger. Seine Karriere begann mit Coverversionen bekannter Songs, die seine Mutter als Videos auf YouTube veröffentlichte und auf die Scooter Braun aufmerksam wurde, der ihn 2008 unter Vertrag nahm. 2009 wurde er mit der EP My World bekannt. Mit dem 2010 erschienenen Debütalbum My World 2.0 wurde er zum Kinderstar und belegte mit dem Album unter anderem in Kanada und den USA Platz eins der Charts.
Nach dem zu Anfang des Jahres 2013 veröffentlichten Album Believe Acoustic wurde Bieber in den USA der erste Künstler, der im Alter von 18 Jahren fünf Platz-eins-US-Alben veröffentlicht hatte. Zwischen 2013 und 2014 war er in mehrere Kontroversen und Rechtsstreite verwickelt, die sein bis dahin skandalfreies öffentliches Image beendeten.
Nach der Veröffentlichung der Studioalben Changes (2020) und Justice (2021), die ebenfalls an die Spitze der US-amerikanischen Charts kamen, brach Bieber den zuvor von Elvis Presley seit 1965 gehaltenen Rekord des jüngsten Solisten mit acht US-Nummer-eins-Alben.
Bieber gehört zu den Interpreten mit den meisten verkauften Tonträgern weltweit. Er hat neben zwei Grammys zahlreiche weitere Auszeichnungen erhalten und Rekorde gebrochen: Unter anderem hat er als erster Künstler 21 MTV Europe Music Awards und 23 Teen Choice Awards erhalten. Bieber hält außerdem 32 Guinness World Records. 2021 brach er den zuvor von Drake gehaltenen Altersrekord eines Sängers mit 100 veröffentlichten Songs, die alle in der wichtigsten US-Singlechartliste aufgenommen wurden.
Laut Forbes gehörte Bieber in sechs Jahren zu den zehn bestbezahlten Künstlern unter 30. Er ist Stand August 2021 der am meisten abonnierte männliche Musiker auf Instagram, YouTube und Twitter. 2021 führte er die Liste der meistgestreamten Künstler auf Spotify an.

## Kindheit und Privatleben

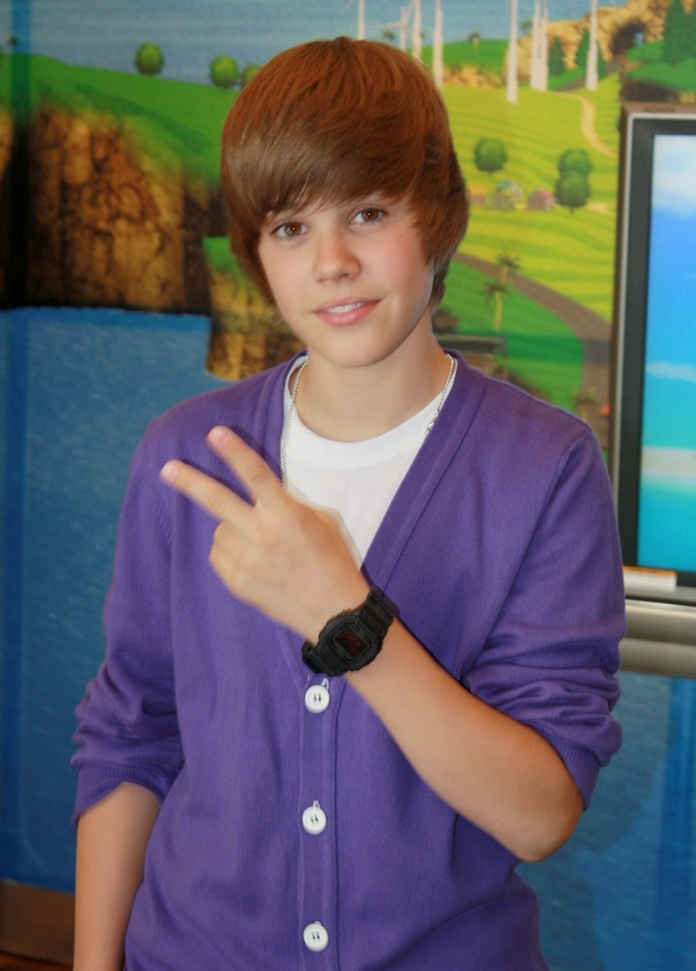
Justin Bieber (2009)

Justin Bieber wurde 1994 in London in der kanadischen Provinz Ontario als Sohn von Patricia Lynn „Pattie“ Mallette und Jeremy Jack Bieber geboren und wuchs in Stratford in Ontario auf. Seine Mutter, die ebenfalls in Stratford groß wurde, war zur Zeit seiner Geburt 18 Jahre alt. Sie zog ihn als Alleinerziehende mit Unterstützung ihrer Eltern auf. In Biebers Jugend nahm sie verschiedene gering entlohnte Bürojobs an und wohnte zum Teil in Sozialwohnungen. Seine Eltern trennten sich, als Bieber zehn Monate alt war, und er hielt weiterhin Kontakt zu seinem Vater, der mittlerweile mit einer anderen Frau verheiratet ist und drei weitere Kinder hat. Justin Biebers Ur-Ur-Ur-Großvater väterlicherseits war Philip Bieber, ein Deutscher aus dem Elsass, der 1873 nach Kanada emigriert war.
Nachdem Bieber im Oktober 2008 seinen Plattenvertrag unterschrieben hatte, zog er mit seiner Mutter nach Atlanta im US-Bundesstaat Georgia. Mittlerweile wohnt er in Los Angeles. Von 2010 bis 2012 hatte Bieber eine Beziehung mit der US-amerikanischen Sängerin und Schauspielerin Selena Gomez. Im Januar 2014 wurde er wegen eines illegalen Autorennens unter Alkoholeinfluss kurzzeitig inhaftiert.
Ende 2017 folgte eine erneute Beziehung mit Selena Gomez, die beiden trennten sich jedoch kurze Zeit darauf. Seit Oktober 2018 ist Bieber mit dem US-amerikanischen Model Hailey Bieber (geb. Baldwin) verheiratet. 2024 wurden sie Eltern eines Sohnes.
Im Juni 2022 machte Bieber öffentlich, dass bei ihm das Ramsay-Hunt-Syndrom bzw. eine rechtsseitige Fazialisparese diagnostiziert worden sei. Im Juni 2025 gestand er öffentlich ein, unter einer schwerwiegenden psychischen Krise und Tobsuchtsanfällen zu leiden und Aggressionsprobleme nicht unter Kontrolle zu haben.

### Schulbildung, Hobbys
Bieber besuchte zunächst die Grundschule Jeanne Sauvé Catholic School, eine französische Immersionsschule; hier lernte er neben Englisch auch Französisch. Mit zwölf Jahren wechselte er auf die Stratford Northwestern Secondary School. Seit dem Beginn seiner Karriere hatte Bieber einen Privatlehrer, der ihn auf seinen Reisen begleitete. Im Mai 2012 hat Bieber die High School abgeschlossen.
Während der Schulzeit spielte er in den Eishockeymannschaften seiner Schulen; 2012 unterbreiteten ihm die Bakersfield Condors aus der ECHL ein Vertragsangebot für die Saison 2012/13. Seine Lieblingsmannschaft sind die Toronto Maple Leafs. Da sich seine Familie keinen professionellen Unterricht leisten konnte, brachte Bieber sich Schlagzeug-, Piano-, Gitarre- und Trompetespielen selbst bei. Sein erstes Schlagzeug bekam er im Alter von fünf Jahren geschenkt. Musikalisch wurde er in seiner Kindheit von Boyz II Men und Michael Jackson inspiriert, die seine Mutter bewunderte. Durch seinen Vater kam er auch mit Rockmusik und Heavy Metal von Aerosmith, Guns N’ Roses und Metallica in Berührung.

## Karriere

### 2007: Erste lokale Auftritte und Entstehung von Internetvideos
Nachdem er als Kind einige kleinere Auftritte hatte, darunter z. B. in der Kirche, nahm er 2007 mit zwölf Jahren an einem lokalen Talentwettbewerb namens Stratford Star Competition teil, bei dem er den vierten Platz belegte. Wenige Monate später erreichte er bei einem anderen lokalen Gesangswettbewerb den zweiten Platz. Seine Mutter nahm den Auftritt auf Video auf und stellte dies später auf YouTube online, um Verwandten die Möglichkeit zu geben, die Auftritte ebenfalls zu sehen. Es folgten weitere Auftritte bei ähnlichen Talentwettbewerben, zudem trat er unter anderem beim Stratford Shakespeare Festival auch als Straßenmusiker in Erscheinung, womit er auch Geld verdiente. Viele dieser Auftritte stellte seine Mutter ebenfalls auf YouTube, und es bildete sich eine kleinere lokale Fangemeinde.

### 2008: Entdeckung und Plattenvertrag
2008 wurde der amerikanische Musikmanager Scooter Braun auf Biebers YouTube-Videos aufmerksam. Er kontaktierte Biebers Mutter, die ihrem damals dreizehnjährigen Sohn erlaubte, Braun nach Atlanta zu begleiten, um Demoaufnahmen zu machen. Dort lernte Bieber Usher kennen, der im gleichen Tonstudio arbeitete und zusammen mit Braun das Medienunternehmen und Plattenlabel RBMG führt. Das Unternehmen nahm Bieber unter Vertrag.
Anschließend forcierte man einen Vertrag mit einem Major-Label, das die Veröffentlichung von Musik erleichtern sollte. Dies stellte sich jedoch zunächst als schwieriges Unterfangen heraus, da man den Sänger als zu jung erachtete und er keinen größeren Konzern wie beispielsweise die The Walt Disney Company oder Nickelodeon im Rücken hatte. So wurde er unter anderem von Epic Records abgelehnt. Usher kontaktierte Talentmanager Chris Hicks, der zusammen mit ihm ein Treffen mit Antonio „L.A.“ Reid organisierte, dem damaligen CEO der Island Def Jam Music Group. Dieser ließ Bieber im Oktober 2008 einen Plattenvertrag bei Island Records unterschreiben. Seitdem tritt Hicks als Biebers Kontaktperson beim Plattenlabel in Erscheinung. Scooter Braun fungiert als Manager des Sängers.

### 2009: Debüt in der Musikbranche sowie EPMy World
Im Juli 2009 erschien die Debütsingle Biebers mit dem Titel One Time. Sie erreichte Platz 17 in den Billboard Hot 100 sowie Rang zwölf in der kanadischen Heimat des Sängers. Nachdem der Song im Spätsommer auch in Deutschland veröffentlicht worden war, erreichte er dort Platz 14 der Charts sowie im Januar 2010 Position elf in Großbritannien. Im Oktober erschien dann die zweite Single des Musikers, One Less Lonely Girl, die in den USA (Platz 16) und Kanada (Rang 10) ähnlich erfolgreich war wie sein Vorgänger, besonders in Großbritannien jedoch nicht an den vorherigen Erfolg anknüpfen konnte und nach der Veröffentlichung im Januar 2010 nur Platz 62 erreichte. In den deutschen Singlecharts platzierte sie sich auf Rang 22. Außerdem erschienen im Oktober und November noch zwei Promo-Tonträger mit dem Namen Love Me beziehungsweise Favorite Girl, die in Kanada, den USA und Großbritannien in die Charts einstiegen, in Deutschland jedoch nicht. Anschließend spielte Bieber im November vier Konzerte in Kanada, um seine Debüt-EP My World zu bewerben, die am 17. November unter anderem in den USA und Kanada veröffentlicht wurde, wo sie Platz sechs und Platz eins erlangte. Erst nach der Veröffentlichung des Albums My World 2.0 im März 2010 stieg die EP in den Billboard 200 mit Rang fünf auf seine Höchstposition. In Deutschland, wo man die EP bereits am 13. November veröffentlicht hatte, stieg diese auf Position sieben ein, in Großbritannien erreichte sie im Januar 2010 zunächst Rang vier, ehe sie im März desselben Jahres, eine Woche vor der Veröffentlichung des Albums, Rang drei erlangte.
Ebenfalls 2009 trat Bieber im Rahmen des Fernsehspecials Christmas in Washington im Weißen Haus für den US-Präsidenten Barack Obama und dessen Ehefrau Michelle Obama auf. Dabei sang er Someday at Christmas von Stevie Wonder. Außerdem trat er bei Dick Clark’s New Year’s Rockin’ Eve with Ryan Seacrest auf, einer jährlich an Silvester in den USA ausgestrahlten Show.

### 2010: Debütalbum „My World 2.0“ und Tournee

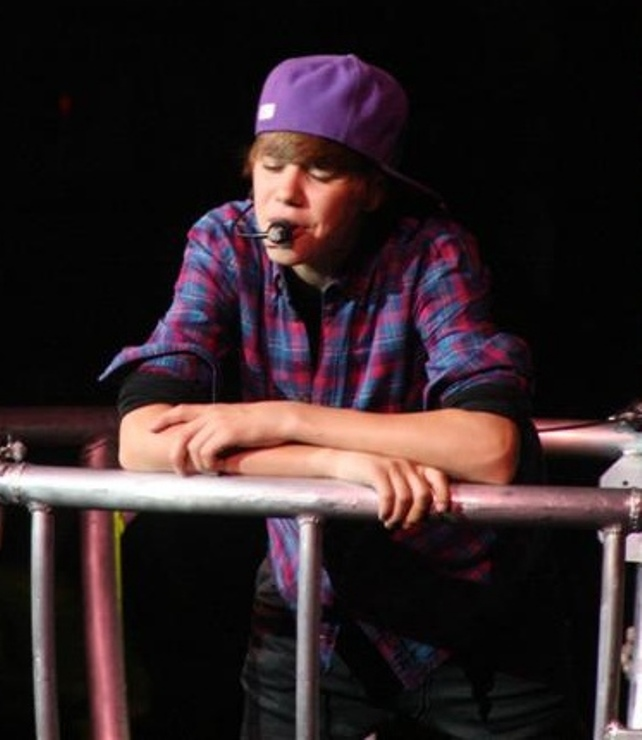
Justin Bieber (2010)

Im Januar 2010 wurde mit Baby die erste Single-Auskopplung aus dem Debütalbum des Sängers veröffentlicht, wobei der Rapper Ludacris als Gastmusiker in Erscheinung trat. Mit Platz drei in Kanada, Rang fünf in den USA und Position drei im Vereinigten Königreich ist der Titel in diesen Ländern die bisher erfolgreichste Singleveröffentlichung Biebers. In Deutschland stieg der Song bis auf Rang 22. Anschließend erschienen im März zwei Promo-Tonträger, Never Let You Go und U Smile. Beide Lieder stiegen in die Top-30 der Billboard Hot 100 ein.
Im März veröffentlichte man unter anderem in Deutschland das Debütalbum Biebers, das den Titel My World 2.0 trug. Am selben Tag erschien auch eine andere Version, My Worlds. Während man beim Kauf von My World 2.0 zehn neue Lieder erhielt, umfasste My Worlds neben diesen noch acht Titel der EP My World. In Deutschland stieg nur My Worlds in die Charts ein, das Album erreichte Platz sieben. Am 23. März veröffentlichte man die CD weltweit, woraufhin sie Platz eins in den USA und Kanada sowie Rang drei in Großbritannien erlangte. Nachdem es sich in den Billboard 200 auf der Höchstposition platziert hatte, wurde Bieber im Alter von 16 Jahren zum jüngsten männlichen Künstler seit Stevie Wonder 1963, der die Nummer eins in den USA erreichte.
Ebenfalls im März erschien die Single Eenie Meenie, bei der Bieber und Sean Kingston als Leadsänger aufgeführt wurden. Obwohl der Titel auch auf dem Album My World 2.0 zu finden ist, wurde es aus dem Album Back To Life von Kingston ausgekoppelt. Der Titel platzierte sich auf Platz 15 in den USA und stieg auch in Deutschland in die Charts ein. Im Mai veröffentlichte man die zweite Auskopplung des Albums, die den Titel Somebody to Love trägt und unter anderem in den USA, Deutschland und Kanada den Einstieg in die Top-20 schaffte. Zu dem Titel existiert auch ein Remix mit dem Contemporary-R&B-Sänger Usher, der zusammen mit der Albumversion veröffentlicht wurde.
Im Juni 2010 begann die erste Welttournee Biebers unter dem Titel My World Tour. Die erste Etappe endete im Dezember desselben Jahres nach 77 Konzerten in den USA und Kanada, bevor sie im März 2011 in Europa fortgesetzt wurde. Im August 2010 erschien der zuvor bereits als Promo-Tonträger veröffentlichte Titel U Smile als dritte und letzte Single des Debütalbums. Das Lied konnte seine zuvor erreichte Höchstplatzierung (Rang 27 in den USA) nicht übertreffen.
Im September wurde die erste Folge der elften Staffel der Serie CSI: Den Tätern auf der Spur ausgestrahlt, in der Bieber in der Rolle des Jason McCann einen Gastauftritt hatte. Ebenfalls im September sang er bei den MTV Video Music Awards 2010 ein Medley der Lieder U Smile, Baby und Somebody to Love. Bei der Preisverleihung gewann er für das Lied Baby den Preis als „Best New Artist“. Bereits im August hatte er bei den Teen Choice Awards 2010 vier Auszeichnungen gewinnen können.
Im November erschien das Akustikalbum My Worlds Acoustic, das Platz sieben in den USA sowie Rang vier in Kanada erreichte. Eine Woche zuvor war eine internationale Version des Albums erschienen, diese trägt den Titel My Worlds: The Collection. Die internationale Version besteht aus zwei CDs und umfasste sämtliche zehn Titel von My Worlds Acoustic sowie den Remix des Liedes Somebody to Love mit Usher und den Titel Never Say Never (feat. Jaden Smith). Die zweite CD ist die Albumversion My Worlds. Die Single Pray wurde im Dezember ausgekoppelt und erreichte Platz 51 in Deutschland und Rang 61 in den USA.

### 2011: KinofilmNever Say Never

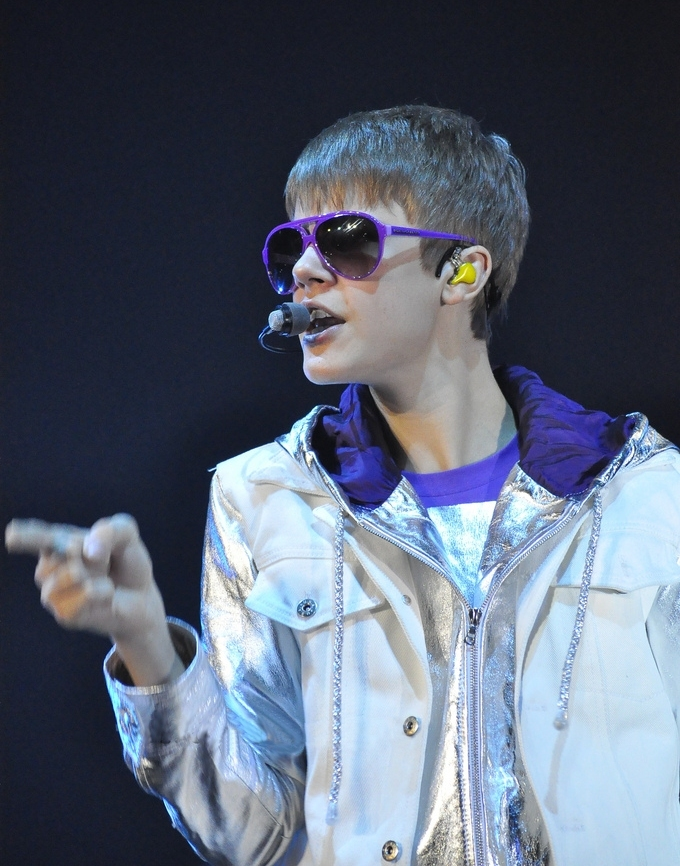
Justin Bieber (2011)

Am 25. Januar 2011 erschien die Single Never Say Never. Bei dem Titel trat Jaden Smith, der Hauptdarsteller des Filmes Karate Kid, als Gastmusiker in Erscheinung. Der Song war schon einmal im Juni 2010 als Titelmelodie des Filmes Karate Kid veröffentlicht worden. In den USA und Kanada stieg das Lied damals bereits bis auf Platz 33 beziehungsweise Rang elf, ehe es im Februar wieder in die Charts einstieg. Während es in den Billboard Hot 100 dann jedoch mit Position acht seine Höchstposition erreichte, konnte der in der kanadischen Hitliste erlangte Rang nicht mehr übertroffen werden. Am 11. Februar lief der 3D-Konzertfilm Justin Bieber: Never Say Never, der teilweise biographische Züge aufwies, in den Kinos der USA und Kanadas an. Der Konzertfilm, bei dem Jon M. Chu Regie führte, nahm am ersten Tag in den USA rund 12,4 Millionen US-Dollar ein. Weltweit erreichte der Film insgesamt ein Einspielergebnis von rund 98,5 Millionen US-Dollar. Drei Tage nach dem Film wurde auch das Remixalbum Never Say Never: The Remixes in den USA veröffentlicht, das den Film musikalisch begleitete. Direkt nach der Veröffentlichung stieg das Album in den Billboard 200 sowie den kanadischen Charts auf Platz eins ein. In Deutschland, wo das Album wenig später erschien, erreichte es Platz 72, in Großbritannien Position 17.
Im März 2011 wurde die Tournee in Europa fortgesetzt. Insgesamt dauerte sie bis Oktober 2011 und führte Bieber noch nach Asien, Ozeanien, Nord- und Südamerika. Mitte Juni veröffentlichte Chris Brown das Lied Next 2 You als fünfte Single-Auskopplung seines Albums F.A.M.E. Bei dem Titel tritt Bieber als Gastsänger auf, er erreichte unter anderem Platz 26 in den USA und Rang 28 in Deutschland. Im August wurde zudem bekannt, dass er ein Weihnachtsalbum veröffentlichen wird. Nachdem im September das Cover und der Name der CD veröffentlicht worden war, erschien am 17. Oktober die erste und einzige Single des Albums, Mistletoe. Das Lied erreichte Platz elf in den USA, Rang neun in Kanada, Position 21 in Großbritannien und Rang 53 in Deutschland. Ab November war das Weihnachtsalbum Under the Mistletoe erhältlich, das in den USA auf Platz eins debütierte. Somit wurde es Biebers drittes Nummer-eins-Album in den Billboard 200, zudem stieg es in Kanada ebenfalls auf Platz eins ein, dort stellte es Biebers viertes Album auf Rang eins dar.

### 2012–2014: Drittes StudioalbumBelieve

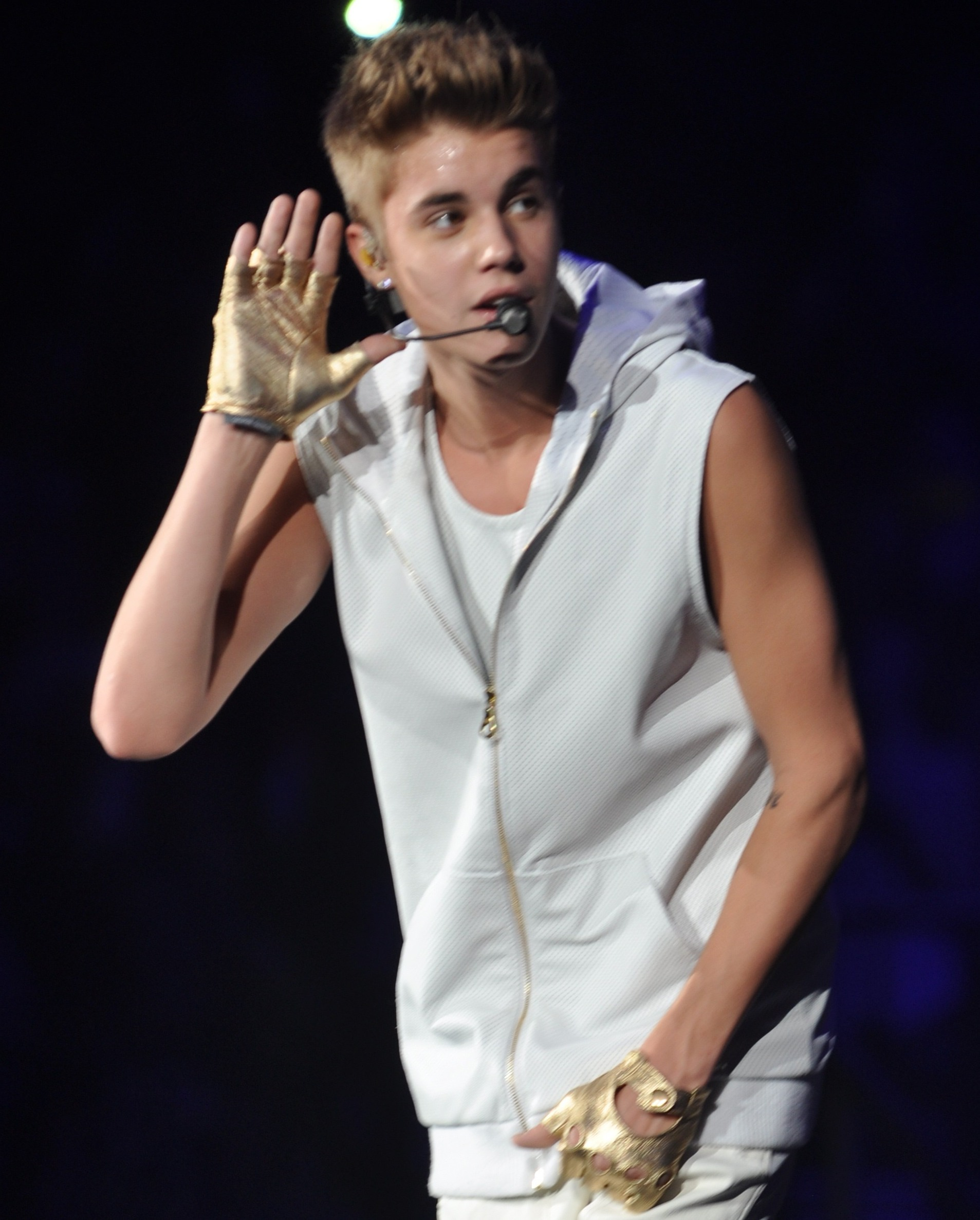
Justin Bieber (2012)

Ende Februar veröffentlichte die Band Far East Movement den Titel Live My Life als erste Single aus ihrem Album Dirty Bass, wobei Bieber als Gastmusiker in Erscheinung tritt. Das Lied erreichte Platz sieben in Großbritannien, Rang 21 in den USA sowie Platz acht in Deutschland. Am 26. März erschien die erste Single seines dritten Albums mit dem Titel Boyfriend. Sie stieg in Kanada auf Platz eins der Charts ein und war Biebers erster Nummer-eins-Hit in seiner Heimat. In den USA, wo das Lied Rang zwei der Billboard Hot 100 erreichte, ist es ebenfalls die bisher erfolgreichste Singleveröffentlichung des Sängers. In Deutschland erlangte sie Position 16 und im Vereinigten Königreich Rang zwei. Am 15. Juni erschien das Album Believe.
Anfang Januar 2013 tauchten im Internet Bilder auf, die Bieber vermeintlich beim Konsum von Marihuana zeigten. Wenige Tage später äußerte sich der Sänger in einem Tweet, den die Presse als Eingeständnis und Entschuldigung für seinen öffentlichen Drogenkonsum interpretierte. Im März berichtete die BBC, dass Bieber erst zwei Stunden später zu einem Konzert in London erschienen sei, nachdem er bereits frühere Konzerte wiederholt nicht pünktlich begonnen habe. Die Verspätung hatte neben großer Unzufriedenheit in den Reihen der Besucher eine Konventionalstrafe zur Folge, da die Veranstaltung aufgrund der zeitlichen Verschiebung Lärmschutzvorschriften nicht einhalten konnte. Einige Wochen später brach Bieber auf einem Konzert hinter der Bühne aufgrund von Atembeschwerden zusammen. Der Sänger konnte die Show nach einer zwanzigminütigen Unterbrechung jedoch vollständig beenden und wurde danach in ein Krankenhaus eingeliefert. Beim Verlassen der Klinik geriet Bieber erneut in Konflikt mit Paparazzi.
Im Oktober 2013 erschienen die Singles Heartbreaker, All That Matters und Hold Tight. Bei seinem Besuch in Brasilien im Zuge seiner Believe-Tour im selben Jahr sorgte er erneut für Schlagzeilen, als er während eines Konzerts in São Paulo die Bühne verließ und nicht mehr zurückkehrte, ein Bordell besuchte und sein Hotelzimmer verwüstete. 2014 wurde aufgrund mangelnder Beweise ein Verfahren gegen den Sänger eingestellt. Er war beschuldigt worden, einen Chauffeur attackiert zu haben, der ihn und Freunde von einer Diskothek abgeholt hatte.

### 2015–2016:Purpose

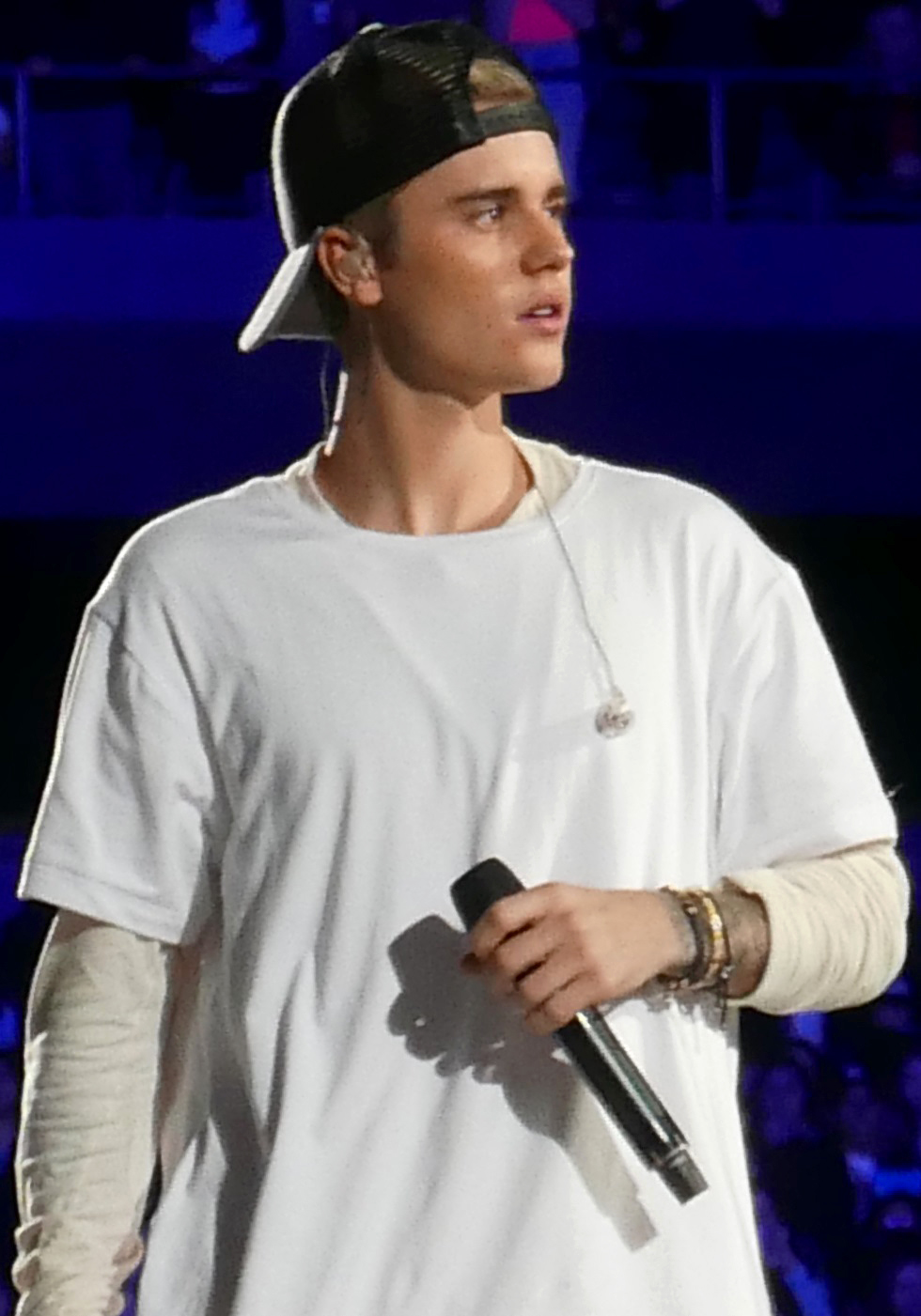
Justin Bieber (2015)

Im Februar 2015 erschien in Zusammenarbeit mit Skrillex und Diplo alias Jack Ü der Song Where are Ü now, der Platz 97 der deutschen Single-Charts erreichte. Im August 2015 veröffentlichte Bieber What Do You Mean?. Die Single belegte in Deutschland Platz 4 der Hitparade und wurde innerhalb von fünf Tagen 21 Millionen Mal auf Spotify gestreamt. Das Lied zählt rund 10 Millionen Verkäufe.
Im Oktober 2015 folgte mit Sorry die zweite Single-Auskopplung. Der Song erreichte in Deutschland Platz drei und als zweite Single in Folge Platz eins in den USA. Während unter anderem BloodPop und Julia Michaels als Songwriter beteiligt waren, war Skrillex als Produzent aktiv. Als letzte Vorab-Single-Auskopplung veröffentlichte Bieber im November 2015 das Lied Love Yourself, das in Zusammenarbeit mit Ed Sheeran entstand. In über 15 Ländern erreichte der Track Platz eins der Single-Charts.
Im November 2015 erschien Biebers viertes Studioalbum mit dem Titel Purpose. Es konnte wie sein Vorgänger auf Platz 3 der deutschen Album-Charts einsteigen. Gleichzeitig waren in den Single-Charts acht Titel des Albums vertreten, drei davon in den Top 10. Das Album gehört mit 3,1 Millionen verkauften Einheiten zu den meistverkauften des Jahres. Im Juni 2016 erreichte das Album 4,5 Millionen weltweit verkaufte Einheiten. Im März 2016 startete die Purpose World Tour in Seattle. Company erschien als letzte Single-Auskopplung aus dem Album, konnte her nicht an den Erfolg der Vorgänger anschließen.
Im Juli 2016 veröffentlichten Major Lazer und MØ das Lied Cold Water, bei dem Bieber als Gastmusiker mitwirkt. Der Song rückte auf Platz 2 der deutschen Single-Charts vor. In 30 weiteren Ländern stieg das Lied in die Top-10 ein. An der Entstehung waren zudem Ed Sheeran und Benny Blanco beteiligt. Im August folgte Let Me Love You mit dem französischen DJ Snake, mit dem Bieber im September 2016 zum ersten Mal die Spitze der deutschen Single-Charts erreichen konnte.

### 2017 bis 2020: Nummer-eins-Kollaborationen und AlbumChanges
Im April 2017 veröffentlichten Luis Fonsi und Daddy Yankee einen Remix ihres Latin-Pop-Songs Despacito mit Justin Bieber, der hier erstmals auf Spanisch sang. Der Remix erreichte Platz eins der Single-Charts in den USA und Großbritannien. Ebenfalls im April erschien das Lied I’m the One, das in Kollaboration mit DJ Khaled, Lil Wayne, Quavo und Chance the Rapper entstand. Der Song erreichte ebenfalls Platz eins der US-amerikanischen Single-Charts und verkaufte sich über 1,5 Millionen Mal. Im Juni 2017 veröffentlichte Bieber gemeinsam mit dem französischen DJ David Guetta das Lied 2U. Der Track ist eine Mischung aus Tropical-House und Future-Bass und erreichte in vielen Ländern Platz eins der iTunes-Charts. Das Musikvideo entstand in Zusammenarbeit mit vier Victoria’s Secret Angels. Alle drei Titel befanden sich im Juni 2017 in den deutschen Top 10.
Im Januar 2020 veröffentlichte Bieber Yummy und Intentions feat. Quavo als Singleauskopplungen sowie Get Me feat. Kehlani und Forever als Singleauskopplung aus seinem Album Changes, das im Februar erschien. Bei der 63. Grammy-Verleihung gewann Bieber mit dem Country-Song 10,000 Hours seinen zweiten Grammy-Award.

### Seit 2020:Justice-Album,Freedom.-EP undJustice World Tour
Am 26. Februar 2021 kündigte Bieber sein sechstes Studioalbum Justice an, welches am 19. März 2021 veröffentlicht wurde. Eine Woche später wurde Justice durch Justice (Triple Chucks Deluxe) mit sechs zusätzlichen Songs ergänzt. Am 4. April 2021 brachte Bieber mit einer überraschenden Veröffentlichung die Gospel-inspirierte EP Freedom. heraus.
Am 6. Mai 2021 wurde Biebers geplante Welttournee aufgrund der Corona-Pandemie erneut verschoben und in Justice World Tour umbenannt, womit sich die Tour nun auf das neueste Album des Musikers bezieht und nicht mehr auf das Album Changes. Im Juni 2022 gab Bieber bekannt, dass Konzerte verschoben werden müssen, da er unter dem Ramsay-Hunt-Syndrom leide, was eine halbseitige Gesichtslähmung zur Folge hatte. Anfang September wurde die Welttournee aus gesundheitlichen Gründen abgebrochen. Im Oktober wurden alle Konzerte bis zum 25. März 2023 endgültig abgesagt.

## Musikrechte
Justin Bieber verkaufte im Januar 2023 den ihm zustehenden Tantiemenanteil an der Vermarktung seiner Aufnahmen, seine Autorenrechte und die Leistungsschutz- und Aufführungsrechte („Neighboring Rights“) an den Fonds Hipgnosis Songs Capital, der von der Investmentgesellschaft Blackstone finanziert wird. Der Kaufpreis für die Rechte wurde vom Branchenmagazin Billboard auf über 200 Millionen Dollar geschätzt. Die Aufnahmerechte liegen bei Universal Music.

## Andere Aktivitäten
2012 machte er Werbung für Adidas.
2015 wurde er Testimonial von Calvin Klein. Ebenfalls 2015 machte er Werbung für die App Starshop von Kevin Harrington. 2017 wurde eine Werbung für die Deutsche Telekom veröffentlicht. Bisher lieh er seinen Namen vier Parfüms, 2011 Someday, 2012 Girlfriend, 2013 Key und 2014 Justin Bieber Collector's Edition. Seit 2018 arbeitet er gemeinsam mit Ryan Good an dem Modelabel Drew House.
Bieber unterstützt Pencils of Promise, eine wohltätige Organisation, die von Adam Braun, dem Bruder seines Managers gegründet wurde. Die Organisation baut Schulen in Entwicklungsländern. Er wurde ein Manager für die Kampagne der Organisation in Guatemala. Außerdem unterstützt er die Kampagne Schools4All durch Werbung. Er spendet einen Teil seiner Konzerteinnahmen und Einnahmen durch seinen Duft Someday. 2013 startete Bieber die Online-Kampagne #GiveBackPhilippines, um den Opfern des Taifun Haiyan zu helfen.
2021 wurde Bieber Geschäftspartner des kalifornischen Marihuana-Herstellers Palms Premium. Er kündigte an, mit der Vermarktung und Entwicklung eigener Joints Vorurteile gegenüber der Droge abbauen zu wollen.

## Rezeption
In London, Amsterdam, New York City, Berlin und Wien stehen im Wachsfigurenkabinett von Madame Tussauds Figuren von Bieber. In der 13. Episode der 14. Staffel der Animations-Fernsehserie South Park wird Bieber parodiert. Dabei wird er in der Folge von Cthulhu getötet.
Im Juni 2011 platzierte Bieber sich auf Platz zwei der Liste der bestbezahlten Prominenten unter 30 Jahren, die von dem Forbes Magazine erstellt worden war. Das Magazin errechnete ein Einkommen von rund 53 Millionen US-Dollar in einem Zeitraum von Mai 2010 bis Mai 2011.

## Diskografie
Studioalben

| Jahr | Titel Musiklabel                                                              | Höchstplatzierung, Gesamtwochen, AuszeichnungChartplatzierungen (Jahr, Titel, Musiklabel, Platzierungen, Wochen, Auszeichnungen, Anmerkungen) | Höchstplatzierung, Gesamtwochen, AuszeichnungChartplatzierungen (Jahr, Titel, Musiklabel, Platzierungen, Wochen, Auszeichnungen, Anmerkungen) | Höchstplatzierung, Gesamtwochen, AuszeichnungChartplatzierungen (Jahr, Titel, Musiklabel, Platzierungen, Wochen, Auszeichnungen, Anmerkungen) | Höchstplatzierung, Gesamtwochen, AuszeichnungChartplatzierungen (Jahr, Titel, Musiklabel, Platzierungen, Wochen, Auszeichnungen, Anmerkungen) | Höchstplatzierung, Gesamtwochen, AuszeichnungChartplatzierungen (Jahr, Titel, Musiklabel, Platzierungen, Wochen, Auszeichnungen, Anmerkungen) | Höchstplatzierung, Gesamtwochen, AuszeichnungChartplatzierungen (Jahr, Titel, Musiklabel, Platzierungen, Wochen, Auszeichnungen, Anmerkungen) | Anmerkungen                                                    | [↑]: gemeinsam behandelt mit vorhergehendem Eintrag; [←]: in beiden Charts platziert |
| Jahr | Titel Musiklabel                                                              | DE | AT | CH | UK | US | CA | Anmerkungen                                                    |                                                                                      |
| ---- | ----------------------------------------------------------------------------- | --- | --- | --- | --- | --- | --- | -------------------------------------------------------------- | ------------------------------------------------------------------------------------ |
| 2009 | My World a Island Records (UMG)                                               | DE7 Platin · (61 Wo.)DE | AT2 Platin · (56 Wo.)AT | CH39 (15 Wo.)CH | UK3 ×3Dreifachplatin + Silber (My World 2.0) · (79 Wo.)UK                                                                                     | US5 ×3Dreifachplatin · (90 Wo.)US | CA1 ×2Doppelplatin · (80 Wo.)CA | Erstveröffentlichung: 13. November 2009 Verkäufe: + 4.390.000  |                                                                                      |
| 2010 | My World 2.0 a auch bekannt als: My Worlds Island Records (UMG)[DE: ↑][AT: ↑] | DE7 Platin · (61 Wo.)DE | AT2 Platin · (56 Wo.)AT | CH9 Platin · (61 Wo.)CH[UK: ↑] | UK3 ×3Dreifachplatin + Silber (My World 2.0) · (79 Wo.)UK                                                                                     | US1 ×4Vierfachplatin · (125 Wo.)US | CA1 ×3Dreifachplatin · (98 Wo.)CA | Erstveröffentlichung: 19. März 2010 Verkäufe: + 5.200.000      |                                                                                      |
| 2012 | Believe Island Records (UMG)                                                  | DE3 Gold · (17 Wo.)DE | AT1 (15 Wo.)AT | CH3 (18 Wo.)CH | UK1 Platin · (39 Wo.)UK | US1 ×3Dreifachplatin · (59 Wo.)US | CA1 ×2Doppelplatin · (20 Wo.)CA | Erstveröffentlichung: 15. Juni 2012 Verkäufe: + 5.250.000      |                                                                                      |
| 2015 | Purpose Def Jam Recordings (UMG)                                              | DE3 Gold · (54 Wo.)DE | AT3 ×4Vierfachplatin · (27 Wo.)AT | CH1 (47 Wo.)CH | UK2 ×5Fünffachplatin · (132 Wo.)UK | US1 ×6Sechsfachplatin · (156 Wo.)US | CA1 ×9Neunfachplatin · (34 Wo.)CA | Erstveröffentlichung: 12. November 2015 Verkäufe: + 10.338.000 |                                                                                      |
| 2020 | Changes Def Jam Recordings (UMG)                                              | DE4 (9 Wo.)DE | AT2 (11 Wo.)AT | CH1 (13 Wo.)CH | UK1 Gold · (11 Wo.)UK | US1 Platin · (49 Wo.)US | CA— GoldCA | Erstveröffentlichung: 14. Februar 2020 Verkäufe: + 1.385.000   |                                                                                      |
| 2021 | Justice Def Jam Recordings (UMG)                                              | DE4 (13 Wo.)DE | AT1 Gold · (19 Wo.)AT | CH4 (29 Wo.)CH | UK2 Platin · (64 Wo.)UK | US1 ×2Doppelplatin · (117 Wo.)US | CA— ×3DreifachplatinCA | Erstveröffentlichung: 19. März 2021 Verkäufe: + 3.441.000      |                                                                                      |

## Filmografie

### Serien
- 2009: True Jackson (True Jackson, VP) (Fernsehserie, Episode 2x01; als er selbst)
- 2010, 2011: CSI: Den Tätern auf der Spur (CSI: Crime Scene Investigation) (Fernsehserie, Episoden 11x01 und 11x15; als Jason McCann)
- 2011: So Random! (Fernsehserie, Episode 1x18; als er selbst)

### Gastauftritte
- 2009: My Date With…
- 2010: Silent Library (Spielshow, Episode 2x03)
- 2010: Saturday Night Live (Comedy-Show, Episode 35x18)
- 2010: Hubworld (Kindernachrichtenmagazin, Episode 1x01)
- 2010: The X Factor (UK) (Castingshow, Staffel 7, Woche 8)
- 2011: Das Hausbau-Kommando – Trautes Heim, Glück allein (Extreme Makeover: Home Edition) (Hilfeshow, Episode 8x15)
- 2011: Khloé & Lamar (Reality-TV, Episode 1x01; nicht im offiziellen Cast aufgeführt)
- 2011: Saturday Night Live (Comedy-Show, Episode 36x14)
- 2011: Dancing with the Stars (Tanzshow, Staffel 13, Woche 7)
- 2011: Disney Parks Christmas Day Parade (jährliches TV-Special)
- 2011: The X Factor (UK) (Castingshow, Staffel 9, Woche 9)
- 2011: The X Factor (US) (Castingshow, Staffel 1, Woche 9)
- 2012: Ridiculousness (Season 2, Episode 1)
- 2012: X Factor (Deutschland) (Castingshow, Staffel 3, Liveshow 4)
- 2015: Comedy Central Roast of Justin Bieber
- 2015: Schlag den Raab (Folge am 24. Oktober)

### Filme
- 2010: School Gyrls (Fernsehfilm; als er selbst)
- 2011: Justin Bieber: Never Say Never (3D-Konzertfilm, als er selbst)
- 2013: Justin Bieber: Believe (Konzertfilm, als er selbst)
- 2014: Behaving Badly – Brav sein war gestern (Behaving Badly, Cameo-Auftritt, als er selbst)
- 2016: Zoolander 2 (Cameo-Auftritt, als er selbst)
- 2017: Killing Hasselhoff (Cameo-Auftritt, als er selbst und K.I.T.T.s Stimme)

## Tourneen
- 2009: Urban Behaviour Tour
- 2010–2011: My World Tour
- 2012–2013: Believe Tour
- 2016–2017: Purpose World Tour
- 2022–2023: Justice World Tour